# Anoteropsis blesti
Anoteropsis blesti är en spindelart som beskrevs av Vink 2002. Anoteropsis blesti ingår i släktet Anoteropsis och familjen vargspindlar. Inga underarter finns listade i Catalogue of Life.